# Ханс III Гьолер фон Равенсбург
Ханс III Гьолер фон Равенсбург (на немски: Hans III. Göler von Ravensburg; * 8 ноември 1526; † 19 ноември 1601) е благородник от стария швабски рицарски род Гьолер фон Равенсбург от Крайхгау. Резиденцията на фамилията е дворец Равенсбург при Зулцфелд в Баден-Вюртемберг.
Той е син (деветото дете от 14 деца) на Албрехт VI Гьолер фон Равенсбург († 1542) и съпругата му Доротея фон Либенщайн († 1562). Брат е на Бернхард Гьолер фон Равенсбург (1523 – 1597), женен 1546 г. за Мария фон Хиршхорн († 22 април 1602)
Ханс III Гьолер фон Равенсбург е вюртембергски васал. Той пише първата хроника на фамилията Гьолер от 1298 до 1600 г. и строи Рицарската къща на Равенсбург, наричана по-късно Бернхардския дворец, от който днес съществува само Рабенкелер.
Епитафът за Ханс III Гьолер фон Равенсбург и съпругата му се намира в евангелийската църква в Зулцфелд.

## Фамилия
Ханс Гьолер III фон Равенсбург се жени 1553 г. за Анна Мария фон Геминген († 29 ноември 1576), дъщеря на Волф фон Геминген († 1555) и Анна Маршалк/Маршал фон Остхайм († 1569). Те имат шест деца, между тях:
- Анна Мария Гьолер фон Равенсбург, омъжена за Якоб Кристоф фон Щернфелс
- Доротея Гьолер фон Равенсбург († 1599), омъжена за Йохан Марквард фон Рейнберг († 1615)
- Волфганг, умира бездетен
- Ханс Фридрих (* 5 март 1565; † 10 декември 1626), женен на 16 ноември 1603 г. за Катарина фон Ментцинген (* 1585; † 19 октомври 1635), строи дворец Равенсбург